# Da Buzz
I Da Buzz sono un gruppo musicale svedese attivo dal 1999 e composto da Per Lidén, Annika Thörnquist e, fino al 2010, Pier Schmid.

## Carriera
I produttori Per Lidén e Pier Schmid, entrambi di Karlstad, si sono incontrati per caso in uno studio musicale nel 1998; l'anno successivo hanno conosciuto la cantante Annika Thörnquist, che si stava esibendo in un locale di Karlstad. I tre hanno iniziato la loro collaborazione musicale lo stesso anno e hanno pubblicato il singolo di debutto Paradise, che ha raggiunto la 47ª posizione nella classifica svedese.
Sono saliti alla ribalta l'anno successivo con il loro secondo singolo, Do You Want Me, che ha raggiunto il 6º posto in Svezia (dove è stato certificato disco di platino con oltre 30 000 copie vendute), il 7º nella classifica norvegese e il 19º in quella belga. Sempre nel 2000 è uscito il loro album di debutto, Da Sound, entrato in classifica alla 15ª e alla 16ª posizione rispettivamente in Norvegia e in Svezia.
Da allora hanno ottenuto altri otto singoli top ten in Svezia, fra cui i numeri uno Alive nel 2003 e Last Goodbye nel 2006, e hanno piazzato nella classifica nazionale tutti e gli altri cinque album che hanno pubblicato, ottenendo i loro migliori risultati commerciali con il terzo disco More Than Alive (2003), che ha raggiunto il 2º posto in classifica e che è stato certificato disco d'oro con più di 20 000 copie vendute a livello nazionale.
Nel 2003 i Da Buzz hanno partecipato all'annuale edizione di Melodifestivalen, il più seguito festival musicale svedese che viene utilizzato come selezione del rappresentante nazionale per l'Eurovision Song Contest, dove hanno presentato l'inedito Stop! Look! Listen!. Sono stati eliminati nella semifinale, dove si sono piazzati al quinto posto su otto partecipanti.
Nel 2010 Pier Schmid ha lasciato il progetto; Per Lidén e Annika Thörnquist hanno continuato da allora a produrre musica e a esibirsi come duo, pubblicando una serie di singoli nel corso del decennio successivo.

## Discografia

### Album in studio
- 2000 – Da Sound
- 2002 – Wanna Be with Me?
- 2003 – More Than Alive
- 2004 – Dangerous
- 2006 – Last Goodbye

### Raccolte
- 2007 – Greatest Hits

### Singoli
- 1999 – Paradise
- 2000 – Do You Want Me
- 2000 – Let Me Love You
- 2001 – Believe in Love
- 2002 – Wanna Be with Me?
- 2002 – Wonder Where We Are
- 2002 – Stronger Than Words Can Say
- 2003 – Stop! Look! Listen!
- 2003 – Alive
- 2003 – Tonight (Is the Night)
- 2003 – Wanna Love You Forever
- 2004 – Dangerous
- 2004 – How Could You Leave Me
- 2004 – Come Away with Me
- 2006 – Last Goodbye
- 2006 – Without Breaking
- 2007 – Soon My Heart
- 2007 – Take All My Love
- 2007 – Baby Listen to Me
- 2010 – U Gotta Dance
- 2012 – Got This Feeling
- 2012 – Tomorrow (feat. Jax)
- 2014 – Can You Feel the Love
- 2014 – The Moment I Found You
- 2014 – Bring Back the Summer
- 2016 – Something About You
- 2018 – Where My Heart Lies
- 2019 – Teach My Soul
- 2019 – Love Like This
- 2019 – True Colors
- 2020 – Show You Love
- 2020 – Hard to Love
- 2020 – Run for the Light
- 2020 – All I Want Is You
- 2020 – Feel Your Love